# Walter Kraxner
Walter Kraxner (* 17. Dezember 1927 in Bad St. Leonhard; † 6. Mai 2021 in Klagenfurt) war ein Kärntner Lehrer, Komponist von Kärntnerliedern und Dichter.

## Biographie
Walter Kraxner kam 1927 in Bad Sankt Leonhard im Lavanttal als Sohn eines Eisenbahners zur Welt. Er absolvierte die Lehrerbildungsanstalt (LBA = Vorläufer der Pädagogischen Akademie bzw. der heutigen Pädagogischen Hochschule) zuerst in Krainburg und danach in Klagenfurt, wo er von Josef Friedrich Perkonig in Germanistik unterrichtet wurde. Bis 1969 arbeitete er als Volks- und Hauptschullehrer in Klagenfurt, anschließend unterrichtete er bis zu seiner Pensionierung 1988 an Gymnasien in Klagenfurt und Völkermarkt sowie an der Pädagogischen Akademie. Berufsbegleitend erfüllte er sich den Wunsch, ein Studium zu absolvieren, da ihm das, als ältestes von 6 Kindern eines alleinverdienenden Eisenbahners, in der Jugend aus finanziellen Gründen nicht möglich gewesen war. So erreichte er den akademischen Grad des Magisters durch die Sponsion am 21. November 1977 und den akademischen Grad des Doktors durch die Promotion am 12. März 1981 an der Universität Klagenfurt in Germanistik.
Bedeutend für Walter Kraxners Entwicklung als Komponist war die Bekanntschaft mit Günther Mittergradnegger, in dessen Kärntner Madrigalchor Klagenfurt Kraxner als Tenor Gründungsmitglied war. Vor allem ab den 1980er Jahren komponierte Kraxner rund 150 Kärntnerlieder und betätigte sich als Leiter verschiedener Chöre und Ensembles. Kraxner, der die Texte seiner Lieder teilweise selbst verfasste, veröffentlichte sowohl dialektale als auch hochsprachliche literarische Werke und publizierte wissenschaftlich zu den Themen Pädagogik, Volkskultur und Musik. Im Rahmen des Kärntner Volksliedwerkes, dessen Vorsitzender er von 1990 bis 2002 war, engagierte er sich für die Sammlung und Erhaltung traditionellen Liedgutes und initiierte die Veranstaltungsreihe Mageregger Gespräche zur Volkskultur in Kärnten. Von besonderer Bedeutung ist seine im Corpus musicae popularis Austriacae veröffentlichte Sammlung weihnachtlicher Hirtenlieder aus Kärnten. Anlässlich seines 90. Geburtstages wurde Walter Kraxner 2017 mit dem Kärntner Landesorden in Silber und dem großen goldenen Ehrenzeichen  des Landes Kärnten ausgezeichnet.

## Ausgewählte Veröffentlichungen

### Kompositionen
- Kärntner Sängermesse. Für Männerchor. Johannes Heyn, Klagenfurt 1985, ISBN 3-85366-457-1.
- Kärntner Sängermesse. Für gemischten Chor. Johannes Heyn, Klagenfurt 1985, ISBN 3-85366-456-3.
- Waht da Wind üban See. Lieder für gemischten Chor. Johannes Heyn, Klagenfurt 1987, ISBN 3-85366-502-0 (Sammlung von 46 Liedern).
- Waht da Wind üban See. Lieder für Männerchor. Johannes Heyn, Klagenfurt 1987 (Sammlung von 46 Liedern) ISBN 3-85366-534-9
- War viel aus an Herzn zan sagn. Lieder für gemischten Chor. Kärntner Heimatwerk 2007 (Sammlung von 97 Liedern), ISBN 978-3-9502310-1-4.

### Gedichtbände
- Heller Flöte dunkler Klang. Gedichte. Eigenverlag des Kärntner Heimatwerkes, Klagenfurt 2006, ISBN 978-3-9502310-0-7.
- Harfe im Wind. Gedichte. Eigenverlag des Kärntner Heimatwerkes, Klagenfurt 2008, ISBN 978-3-9502310-2-1.
- Unterm Schattenbaum. Gedichte. Eigenverlag des Kärntner Heimatwerkes, Klagenfurt 2010, ISBN 978-3-9502310-4-5.
- Spuren im Licht. Eigenverlag des Kärntner Heimatwerkes, Klagenfurt 2011, ISBN 978-3-9502310-5-2.
- Und die Zeit hält keine Rast. Gedichte. Eigenverlag des Kärntner Heimatwerkes, Klagenfurt 2013, ISBN 3-9502310-6-4.
- Die Sonnenfähre. Gedichte. Kärntner Druck- und Verlagsgesellschaft, Klagenfurt 2003, ISBN 3-85391-219-2

### Wissenschaftliche Publikationen
- Das deutsche Volkslied in Kärnten. In: Wånn du durchgehst durchs Tål. Einblicke in die musische Volkskultur Kärntens (= Beiträge zur Kärntner Volkskunde. Band 2). Klagenfurt 1996.
- Weihnachtliche Hirtenlieder aus Kärntner Quellen Teil 1 und 2. In: Corpus musicae popularis Austriacae. Gesamtausgabe der Volksmusik in Österreich in repräsentativer Auswahl. 15, Volksmusik in Kärnten. Böhlau, Wien / Köln / Weimar 2002, ISBN 978-3-205-99224-0.
- Volksliedsammlung in Kärnten von den Anfängen bis zu Anton Anderluh. In: Die Kärntner Landsmannschaft. Nr. 9–10/2007. Klagenfurt 2007.
- Geschichtliche Zeugnisse über den Gesang in Kärnten. In: Die Kärntner Landsmannschaft. Nr. 5/2007. Klagenfurt 2007.